# 篠ノ井市
篠ノ井市（しののいし）は、長野県の旧更級郡域北東部地区にあった市である。
更級郡布施村→篠ノ井町時代から県北部の交通の要衝であり、国鉄（→JR東日本）の篠ノ井線と信越本線（→篠ノ井以南はしなの鉄道に転換）が分岐し東京方面と名古屋・大阪方面に向う上で重要な地点であったが、1997年の北陸新幹線先行開業において、篠ノ井駅至近を通過するものの駅は設置されなかった。
1959年に誕生したが、1966年（昭和41年）10月16日に長野市・更級郡川中島町、更北村、信更村・上水内郡七二会村・埴科郡松代町・上高井郡若穂町と合併（新設合併）し長野市となったためわずか7年で消滅した。
現在は長野市篠ノ井地区となっている。

## 歴史
- 1959年（昭和34年）5月1日 - 篠ノ井町・塩崎村が合併して篠ノ井市が発足（長野県では16番目の市）。
- 1966年（昭和41年）10月16日 - 長野市・埴科郡松代町・更級郡川中島町・信更村・更北村・上水内郡七二会村・上高井郡若穂町と合併し、改めて長野市が発足。同日篠ノ井市廃止。

## 隣接していた自治体
（※＝いずれも合併前日の1966年（昭和41年）10月15日現在。更埴市以外は現・長野市、更埴市は現・千曲市）
- 長野市
- 更埴市
- 更級郡：川中島町・信更村
- 埴科郡：松代町
- 上水内郡：七二会村

## 市長
- 柳沢勲（1959年5月14日 - 1966年10月15日、2期、元長野県議会議長）